# Grsecurity
Grsecurity је потпуни безбедносни систем за стабло језгра Линукс 2.4. Имплементира проналазак, предупређивање и садржајну стратегију. Предупређује највећи број измена у адресном простору, оверава програме кроз свој „Role-Based Access Control“ систем, ојачава системске позиве, даје могућност посматрања са свим могућностима и имплементира многе псеудослучајне особине OpenBSD-а. Писано је за добре перформансе, лако коришћење и безбедност. RBAC систем има могућност за стање интелигентног учења које могу генерисати политику привилегија за цео систем без конфигурације. Цео grsecurity подржава могућност логовања IP адреса нападача, а могу се видети и/или чути и у облику писаног упозорења и у облику звучног упозорења.